# 50th Street (linea IND Eighth Avenue)
50th Street è una stazione della metropolitana di New York situata sulle linee IND Eighth Avenue e IND Queens Boulevard. Nel 2019 è stata utilizzata da 6 902 595 passeggeri. È servita dalla linea E sempre, dalla linea C sempre tranne di notte, e dalla linea A solo di notte.

## Storia
La stazione sulla linea IND Eighth Avenue fu aperta il 10 settembre 1932, mentre quella sulla linea IND Queens Boulevard venne inaugurata il 19 agosto 1933.

## Strutture e impianti
La stazione è posta al di sotto di Eighth Avenue e si sviluppa su due livelli. Il livello superiore ospita la stazione della linea IND Eighth Avenue (usata dalle linee A e C) che è dotata di due banchine laterali e quattro binari, i due esterni per i treni locali e i due interni per quelli espressi, mentre quello inferiore è la sede della stazione della linea IND Queens Boulevard (usata dalla linea E) che ha due banchine laterali e due binari. Le due banchine in direzione downtown hanno un piccolo mezzanino comune dove si trovano i tornelli e le uscite per il piano stradale, due scale portano all'incrocio con 50th Street e due scale e un ascensore portano all'incrocio con 49th Street. Le banchine in direzione uptown dispongono invece di tre scale, due all'incrocio con 50th Street e una su 51st Street.

## Interscambi
La stazione è servita da alcune autolinee gestite da NYCT Bus.
- Fermata autobus